# Thaida
Thaida là một chi nhện trong họ Austrochilidae. Tính đến  tháng 4 năm 2019 ghi nhận có 2 loài ở Chile và Argentina.

## Các loài
- T. chepu Platnick, 1987 – Chile
- T. peculiaris Karsch, 1880 – Chile, Argentina